# Christian Eloy
 (mai 2014).
Si vous disposez d'ouvrages ou d'articles de référence ou si vous connaissez des sites web de qualité traitant du thème abordé ici, merci de compléter l'article en donnant les références utiles à sa vérifiabilité et en les liant à la section « Notes et références ».
Christian Eloy, né le 17 décembre 1945 à Amiens, est un compositeur français de musique contemporaine en musique instrumentale, musique électroacoustique et musique acousmatique.

## Biographie
Il fait des études de flûte traversière et d'écriture au conservatoire d'Amiens sous la direction de Charles Jay (1er Prix de Rome), études qu'il poursuit au Conservatoire national supérieur de musique à Paris.
Il est d'abord musicien d'orchestre puis professeur et directeur du conservatoire de Saint-Dizier qui compte jusqu'à 600 élèves.
En 1978, il fait des rencontres décisives avec l'ethnomusicologie à Dublin, la musique électroacoustique, Ivo Malec, Guy Reibel, François Bayle, le Groupe de recherches musicales et l'Institut de recherche et coordination acoustique/musique.
Il co-animera les ateliers de musique électroacoustique assistée par ordinateur du Groupe de recherches musicales à l'INA et de l'ADAC Ville de Paris pendant 17 ans. Il est chargé de cours en musicologie dans les universités de Paris IV puis de Bordeaux I et Bordeaux III.
Il sera professeur de composition électroacoustique et responsable du département au conservatoire à rayonnement régional de Bordeaux pendant 24 ans, où il fonde puis préside l'association de compositeurs Octandre en 1990.
Il est le cofondateur et le directeur artistique du SCRIME (Studio de création et de recherche en informatique et musique électroacoustique) implanté dans l'université Bordeaux I, ainsi que le fondateur et le premier président de l'AECME, Association des enseignants de la composition en musique électroacoustique en 2002.
Il enseigne quelques heures de composition électroacoustique dans le département composition au CRR de Reims.
En 2014 il est le cofondateur avec la Dr. Lin-Ni Liao d'un concours international bisannuel de musique acousmatique entre le Japon, Taiwan, le Canada et la France : “concours international de musique acousmatique petites formes“.
Il a composé une soixantaine d'œuvres instrumentales, vocales, électroacoustiques, et pédagogiques (contes électroacoustiques et opéras pour enfants), dont plusieurs commandes d'état, de Radio France, et de l'Ina-GRM. Christian Eloy a reçu plusieurs distinctions dont le prix de la Communauté européenne "Poésie et Musique" , le prix de la " Révolution électroacoustique", le prix "François de Roubaix" au Festival mondial de l'image d'Antibes.
Ses musiques sont jouées dans de nombreux pays à travers le monde (US, Canada, Québec, Royaume-Uni, Italie, Belgique, Danemark, Allemagne, Pologne, Lithuanie, Chine, Japon, Taiwan, l'Ukraine, l'Autriche, l'Argentine, le Chili) .
Ses partitions sont éditées chez LMI, Lemoine, Billaudot, Combre, Consortium musical, Jobert, Fuzeau, Notissimo, Questions de Tempéraments, BabelScores et ses publications aux PUF (France), chez Confluences (France), Johnston Ed.(Irlande), Déméter, MIT press (US) et le mensuel littéraire et poétique (Belgique).
Sa production discographique comprend des CD du GMEB de l'Ina-GRM et d'Octandre et de productions privées chez CRANE lab et Metamkine. 
De nombreuses musiques et vidéomusique sont disponibles sur Youtube - Viméo et Bandcamp.
Le catalogue complet de Christian Eloy est accessible par genre sur le site du compositeur : https://christian-eloy.fr/